# Gransjön (Odensvi socken, Småland)
Gransjön är en sjö i Västerviks kommun i Småland och ingår i Botorpsströmmens huvudavrinningsområde. Sjön har en area på 0,159 kvadratkilometer och ligger 92,3 meter över havet.

## Delavrinningsområde
Gransjön ingår i det delavrinningsområde (642050-152150) som SMHI kallar för Ovan Tynnsån. Medelhöjden är 100 meter över havet och ytan är 2,34 kvadratkilometer. Räknas de 5 avrinningsområdena uppströms in blir den ackumulerade arean 107,75 kvadratkilometer. Avrinningsområdets utflöde Botorpsströmmen (Tynnsån) mynnar i havet. Avrinningsområdet består mestadels av skog (33 procent), öppen mark (13 procent) och jordbruk (46 procent). Avrinningsområdet har 0,16 kvadratkilometer vattenytor vilket ger det en sjöprocent på 6,7 procent.